# Régime de retraite des employés du gouvernement et des organismes publics
Le Régime de retraite des employés du gouvernement et des organismes publics (RREGOP) est un régime de retraite du Québec administré par Retraite Québec. Il fut instauré le 22 décembre 1973 par la Loi sur le régime de retraite des employés du gouvernement et des organismes publics,.
Le régime détenait un actif de 91,5 milliards $ CA au 31 décembre 2021.

## Historique
Le RREGOP est administré par :
- La Commission administrative du régime de retraite (CARR) entre le 1er juillet 1973 et le 1er juillet 1983 ;
- La Commission administrative des régimes de retraite et d'assurances (CARRA) entre le 1er juillet 1983 et le 31 décembre 2015 ;
- Retraite Québec depuis le 1er janvier 2016.